# Genesect
Genesect is een Pokémon in Pokémon Black en White uit 2011, en komt voor in de regio Unova. Genesect is van het type insect en staal. Een dergelijke Pokémon komt niet erg vaak voor. Genesect is alleen maar te vangen via een evenement.
Als men een vuurpokémon tegen Genesect inzet, is de kans enorm groot dat de overwinning behaald wordt. Genesect is een Pokémon die niet kan evolueren. Zijn belangrijkste aanval die hij alleen kan leren is Techno Blast, waarvan men het type kan veranderen met behulp van een Shock Drive, een Burn Drive, een Chill Drive of een Douse Drive. 
Als men een ei van Genesect zou kunnen hebben, zou men minstens 30720 stappen moeten zetten voordat het uitkomt.